# Tandsprickning

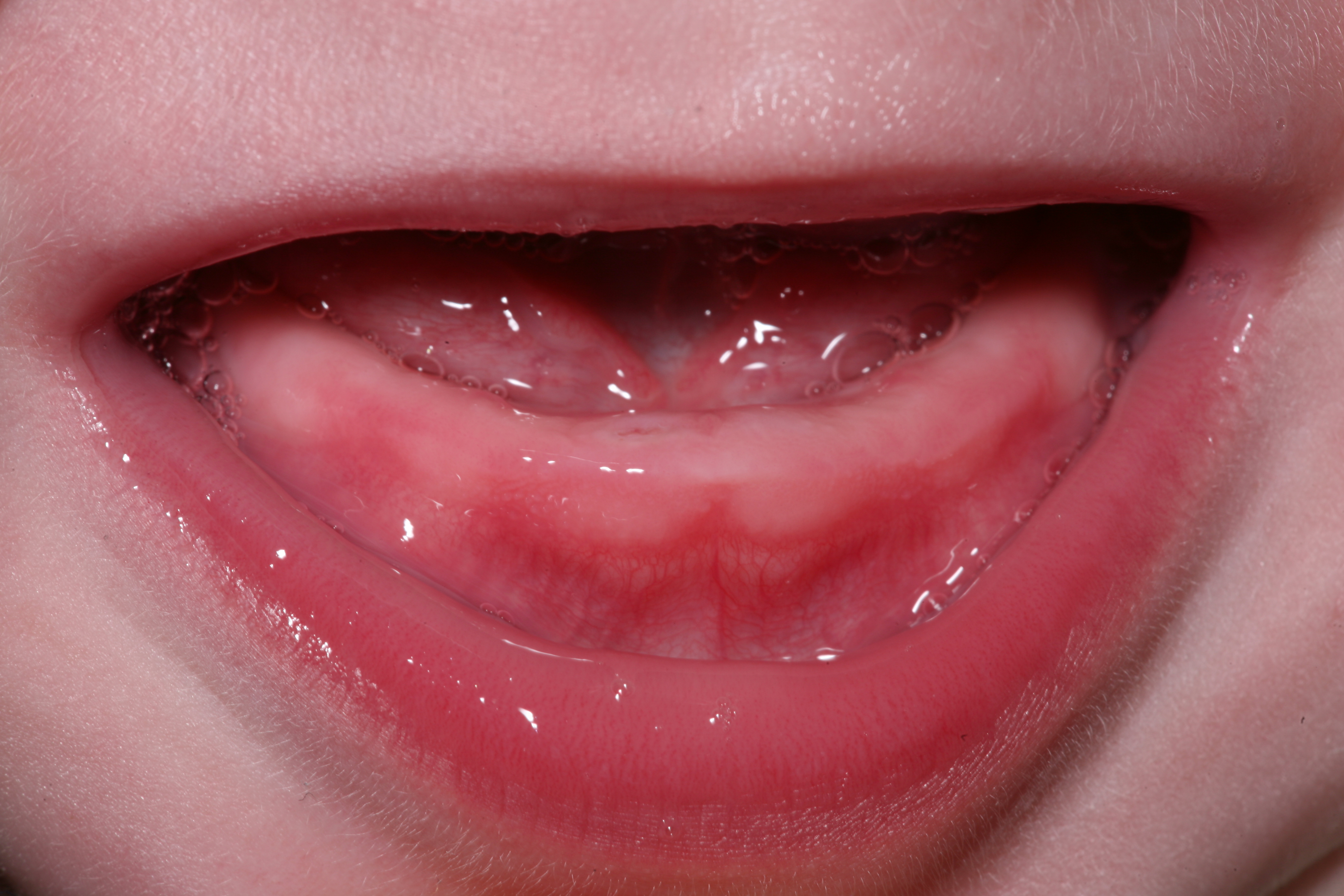
Ett nio månader gammalt spädbarn med en nedre framtand som håller på att framträda.

Tandsprickning är processen varigenom ett spädbarns första tänder (som ofta kallas mjölktänder) sekventiellt dyker upp genom att framkomma genom tandköttet. Tandsprickning kan börja så tidigt som vid tre månaders ålder eller så sent som vid tolv månaders ålder. Den första tanden visar sig ofta mellan sex och nio månaders ålder. Det kan ta flera år för alla 20 tänder att utbryta; de kommer ofta i par. Speciella kemikalier släpps ut inuti kroppen som orsakar att vissa celler i tandköttet dör och separerar, och låter tänderna bryta igenom.
Tandsprickning kan orsaka en något upphöjd temperatur, men inte på febrig nivå (37,8 – 38,3 °C). Högre temperaturer under tandsprickningen orsakas av någon form av infektion, såsom herpesvirus, en infektion som är extremt utbredd bland barn i tandsprickningsåldern.